# Muppalla
Muppalla là một mandal thuộc huyện Guntur, bang Andhra Pradesh.